# 1957 год в истории метрополитена
В этой статье перечисляются основные  события из истории метрополитенов в 1957 году. Полужирным шрифтом выделены открытия новых транспортных систем.

## События
- 1 мая — открыты станции «Фрунзенская» и «Спортивная» Кировско-Фрунзенской линии Московского метрополитена. В Москве 42 постоянных станции.[1]
- 8 октября — станция Московского метрополитена «Дворец советов» переименована в «Кропоткинскую». Станции «Имени Кагановича» возвращено первоначальное название «Охотный Ряд».
- 15 ноября — открыт Метрополитен Нагои[2].